# Championnat des îles Féroé de football 1942
Navigation
Meistaradeildin 1943
La saison 1942 du Championnat des îles Féroé de football était la saison inaugurale de la Meistaradeildin.
Les neuf clubs du pays s'affrontent dans un tournoi : tour préliminaire, finale régionale, demi-finale et finale.
Le KÍ Klaksvík remporte le titre après sa victoire en finale sur le TB Tvøroyri 4 - 1.

## Les clubs participants
| \| B36 HB KÍ TB EB MB SÍF RH SVB \| Localisation des clubs engagés dans le championnat 1942. |
| B36 HB KÍ TB EB MB SÍF RH SVB                                                                |

- EB Eiði - Région Est
- KÍ Klaksvík - Région Est
- HB Tórshavn - Région Est
- SÍF Sandavágur - Région Ouest
- MB Miðvágur - Région Ouest
- B36 Tórshavn - Région Ouest
- Royn Hvalba - Région Sud
- SVB Sandvík - Région Sud
- TB Tvøroyri - Région Sud

## Compétition
Il y avait initialement trois qualifications régionales (Est, Ouest, Sud), chacune avec un tour préliminaire et une finale régionale.
Les vainqueurs des trois finales régionales ont ensuite affronté les champions en demi-finale et en finale.

### Est

#### Tour préliminaire
| Équipe 1    | Résultat | Équipe 2 | 1er match | 2e match |
| ----------- | -------- | -------- | --------- | -------- |
| KÍ Klaksvík | 8 - 3    | EB Eiði  | 5 - 2     | 3 - 1    |

#### Finale
| Équipe 1    | Résultat | Équipe 2    | 1er match | 2e match |
| ----------- | -------- | ----------- | --------- | -------- |
| KÍ Klaksvík | 14 - 1   | HB Tórshavn | 5 - 1     | 9 - 0    |

### Ouest

#### Tour préliminaire
| Équipe 1       | Résultat | Équipe 2    | 1er match | 2e match |
| -------------- | -------- | ----------- | --------- | -------- |
| SÍF Sandavágur | 3 - 0    | MB Miðvágur | 2 - 0     | 1 - 0    |

#### Finale
| Équipe 1       | Résultat | Équipe 2     | 1er match | 2e match |
| -------------- | -------- | ------------ | --------- | -------- |
| SÍF Sandavágur | 5 - 2    | B36 Tórshavn | 1 - 2     | 1 - 0    |

### Sud

#### Tour préliminaire
| Équipe 1    | Résultat | Équipe 2    |
| ----------- | -------- | ----------- |
| SVB Sandvík | 0 - 5    | Royn Hvalba |

#### Finale
| Équipe 1    | Résultat | Équipe 2    |
| ----------- | -------- | ----------- |
| TB Tvøroyri | 5 - 0    | Royn Hvalba |

### Demi-finale[3]
| Équipe 1    | Résultat | Équipe 2       |
| ----------- | -------- | -------------- |
| KÍ Klaksvík | 2 - 0    | SÍF Sandavágur |

### Finale
| Équipe 1    | Résultat | Équipe 2    |
| ----------- | -------- | ----------- |
| KÍ Klaksvík | 4 - 1    | TB Tvøroyri |

## Bilan de la saison
| Tableau d'Honneur                           |                 |
| Compétition                                 | Vainqueur       |
| Championnat des îles féroé de football 1942 | KÍ Klaksvík (1) |